# Unionville Center
Unionville Center és una població dels Estats Units a l'estat d'Ohio. Segons el cens del 2000 tenia 299 habitants.

## Demografia
Segons el cens del 2000, Unionville Center tenia 299 habitants, 110 habitatges, i 85 famílies. La densitat de població era de 721,5 habitants per km².
Dels 110 habitatges en un 33,6% hi vivien nens de menys de 18 anys, en un 66,4% hi vivien parelles casades, en un 3,6% dones solteres, i en un 22,7% no eren unitats familiars. En el 21,8% dels habitatges hi vivien persones soles el 9,1% de les quals corresponia a persones de 65 anys o més que vivien soles. El nombre mitjà de persones vivint en cada habitatge era de 2,72 i el nombre mitjà de persones que vivien en cada família era de 3,18.
Per edats la població es repartia de la següent manera: un 26,8% tenia menys de 18 anys, un 4,7% entre 18 i 24, un 30,4% entre 25 i 44, un 22,7% de 45 a 60 i un 15,4% 65 anys o més.
L'edat mediana era de 39 anys. Per cada 100 dones de 18 o més anys hi havia 99,1 homes.
La renda mediana per habitatge era de 45.682 $ i la renda mediana per família de 52.750 $. Els homes tenien una renda mediana de 32.500 $ mentre que les dones 23.750 $. La renda per capita de la població era de 16.591 $. Aproximadament el 2,7% de les famílies i el 6,3% de la població estaven per davall del llindar de pobresa.

## Poblacions més properes
El següent diagrama mostra les poblacions més properes.